# Candlemass
Candlemass är ett svenskt doom metal-band som bildades 1984 i Upplands Väsby. Debutalbumet Epicus Doomicus Metallicus, som gavs ut 1986, var ett av de första albumen inom doom metal-genren och influerade många andra efterföljande band. Candlemass fick priset Årets hårdrock vid Grammisgalan 2006 för sitt självbetitlade album Candlemass.

## Historia
Efter att bandet Nemesis splittrats bildades Candlemass av basisten och låtskrivaren Leif Edling, tillsammans med Klas Bergwall och Mats "Mappe" Björkman på gitarr samt Matz Ekström på trummor. På de första inspelningarna, demoutgåvorna Witchcraft och Second 1984 Demo, sjöng Edling själv, medan det första fullängdsalbumet Epicus Doomicus Metallicus som kom 1986 har Johan Längqvist som gästsångare. Trots envisa övertalningsförsök valde Längqvist att avstå från framtida samarbete. På nästa album, Nightfall, som gavs ut 1987, är det Messiah Marcolin (tidigare i Mercy) som sjunger medan Lars Johansson nu är sologitarrist i stället för Klas Bergwall. Jan Lindh tog över trummorna.
Denna bandsättning, ofta ansedd som Candlemass klassiska sättning, spelade sedan in ytterligare två studioalbum, Ancient Dreams 1988 och Tales of Creation 1989 samt en live-skiva 1990. Därefter lämnade Marcolin bandet och ersattes av Tomas Wikström, med vilken Candlemass spelar in Chapter VI 1992. Året efter släpptes Candlemass sjunger Sigge Fürst, som innehåller tolkningar av svenska visor. Efter detta lades Candlemass ned.
Då framgången uteblev för nya projektet Abstrakt Algebra valde Edling att återuppta Candlemass igen några år senare, dock utan någon av de andra tidigare medlemmarna. På 1998 års album Dactylis Glomerata och på From the 13th Sun som kom året efter, var sångaren Björn Flodkvist (numera gitarrist i Enter the Hunt).
De tidigare medlemmarna Messiah Marcolin, Mats Björkman, Lars Johansson och Jan Lindh återkom 2002 tillsammans med Leif Edling, och bandet gjorde en del spelningar samt släppte nyutgåvor av albumen Epicus Doomicus Metallicus, Nightfall, Ancient Dreams och Tales of Creation. En DVD, Documents of Doom, gavs också ut innan bandet splittrades för att återigen förenas 2004. Denna ursprungssättning gav ut det självbetitlade albumet Candlemass år 2005, vilket renderade dem det årets Grammis för Årets hårdrock. Marcolin lämnade Candlemass för andra gången 2006.
Den 31 mars 2007 firade Candlemass ett två år försenat 20-årsjubileum. Mest noterbart var att originalsångaren Johan Längqvist här gjorde sitt första framträdande med Candlemass. Evenemanget filmades och släpptes senare som en DVD. Inför det nya albumet 2007 rekryterades sångaren Robert Lowe, från (Solitude Aeturnus) och detta album King of the Grey Islands, gavs ut 22 juni 2007. Utöver fyra låtar som är producerade av Andy Sneap är albumet producerat av bandet självt.
Candlemass tillkännagav i januari 2009 att ett nytt album, Death Magic Doom var under produktion,  och detta gavs ut i april 2009.
Den 2 juni 2012 tillgännagavs att sångaren Robert Lowe lämnat Candlemass på grund av kvalitén på bandets livespelningar och skulle ersättas av Mats Levén, som tidigare arbetat med bland annat Yngwie Malmsteen, Swedish Erotica, Therion och Treat samt Leif Edlings sidoprojekt Abstrakt Algebra och Krux, för bandets framtida spelningar. Även keyboardisten Per Wiberg (Före detta Opeth, Spiritual Beggars) kommer att uppträda med Candlemass på dessa spelningar.
I januari 2013 röstades Candlemass fram som Sveriges främsta hårdrocks-/metalband genom tiderna av skribenterna på Sweden Rock Magazine, Sveriges största musiktidning såväl som nordens största hårdrockstidning sett till antal upplagor. Resultatet presenterades i en lista över Sveriges 100 bästa hårdrocks- och metalband för att fira tidningens hundrade nummer. I samband med detta avslöjades också att Candlemass, tillsammans med death metal-bandet Entombed (#2 på listan), skulle uppträda på en jubileumskonsert arrangerad av tidningen den 26 januari 2013 på Debaser i Stockholm.
I februari 2019 släppte Candlemass sitt tolfte fullängdsalbum The Door to Doom. Johan Längqvist, som sjöng på debutalbumet Epicus Doomicus Metallicus, hade kommit tillbaka som vokalist i bandet. Tony Iommi från Black Sabbath bidrog med gitarr på tredje spåret, Astorolus - The Great Octopus.

## Medlemmar
Nuvarande medlemmar
- Leif Edling – basgitarr (1984–1994, 1997– ), sång (1984–1986)
- Mats "Mappe" Björkman – kompgitarr (1985–1994, 2001– )
- Jan Lindh – trummor (1987–1994, 2001– )
- Lars "Lasse" Johansson – sologitarr (1987–1994, 2001– )
- Johan Längquist – sång (1984–1987, 2018– )

Bildgalleri

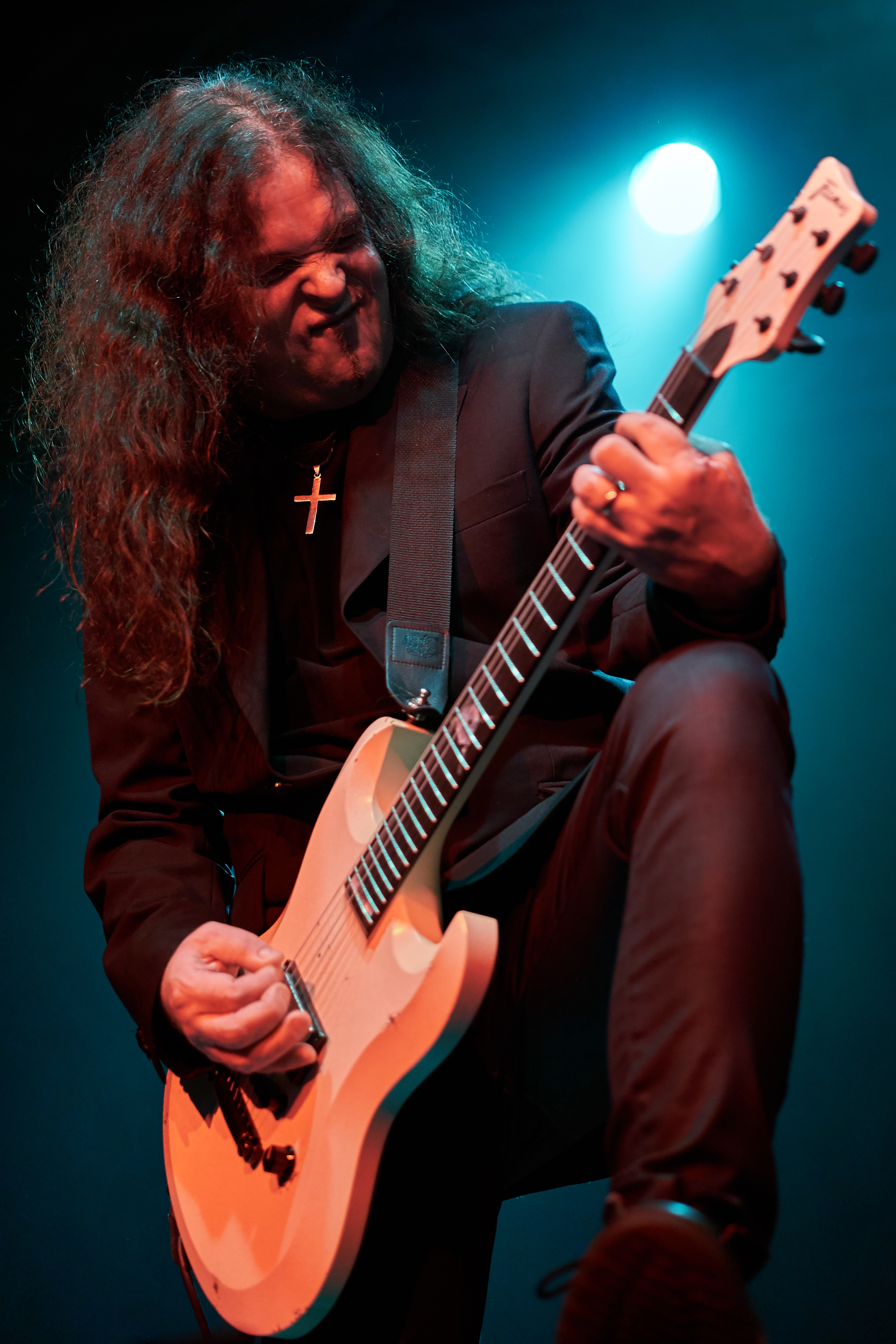
Mats Björkman
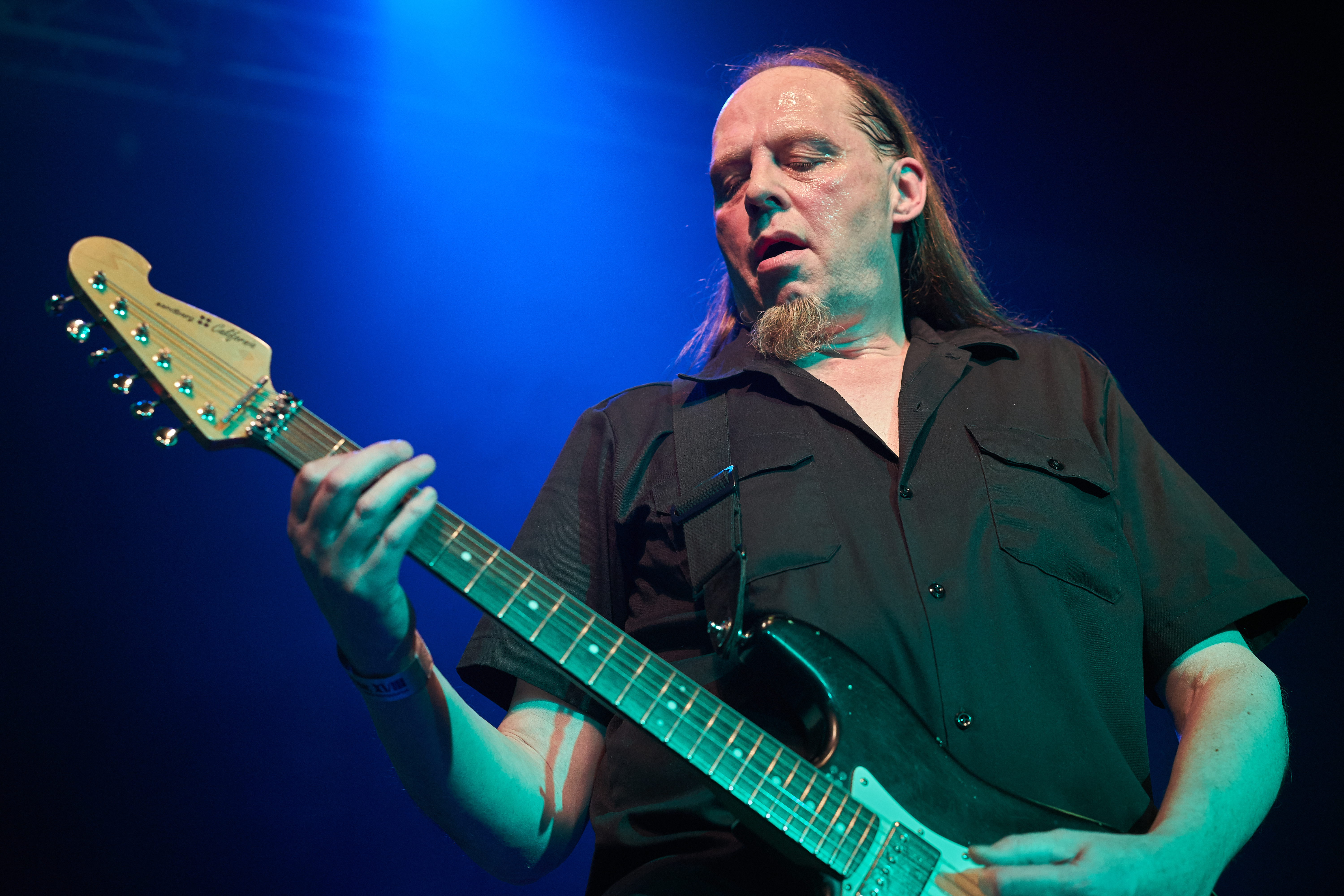
Lars Johansson
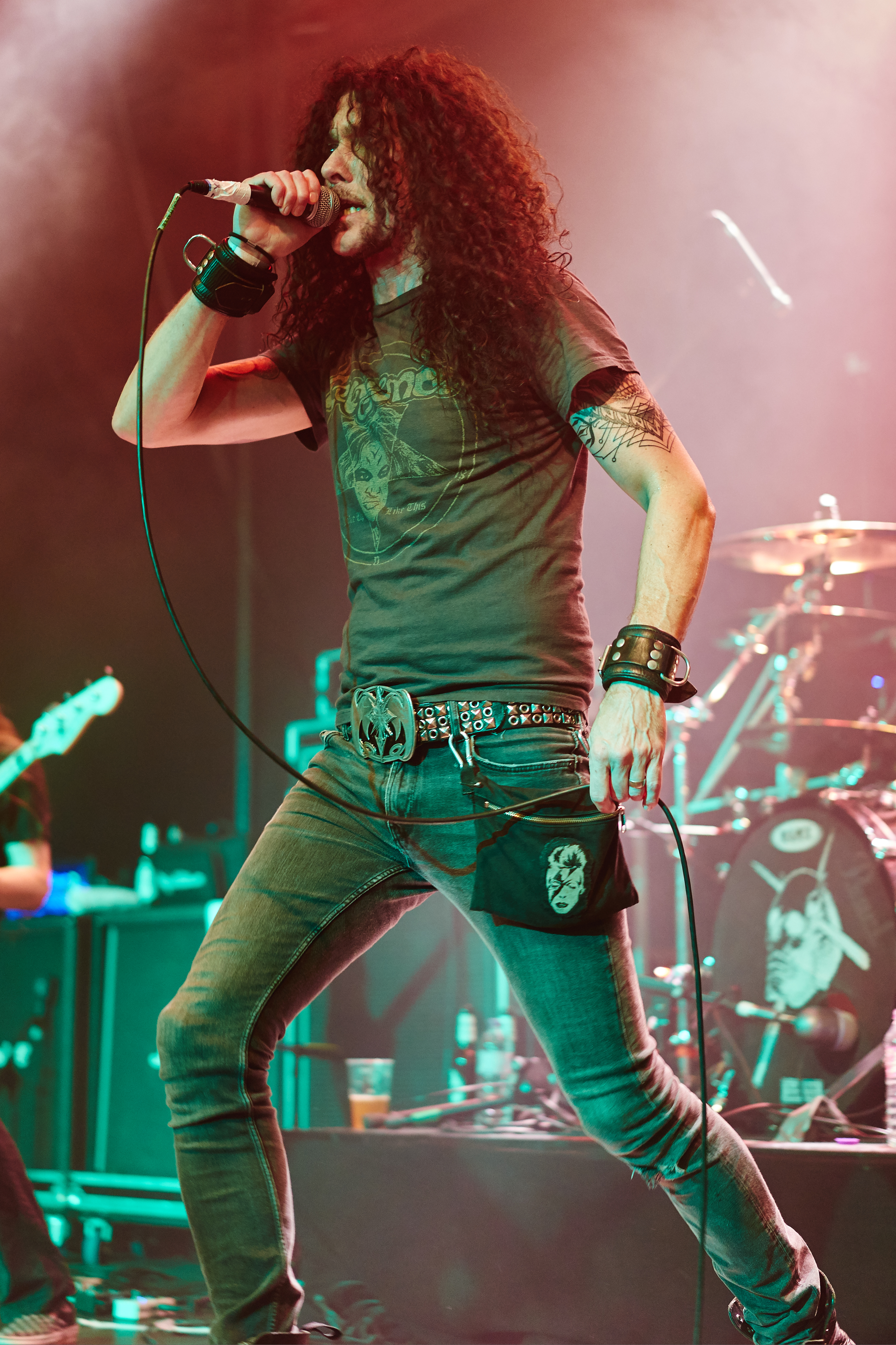
Mats Levén
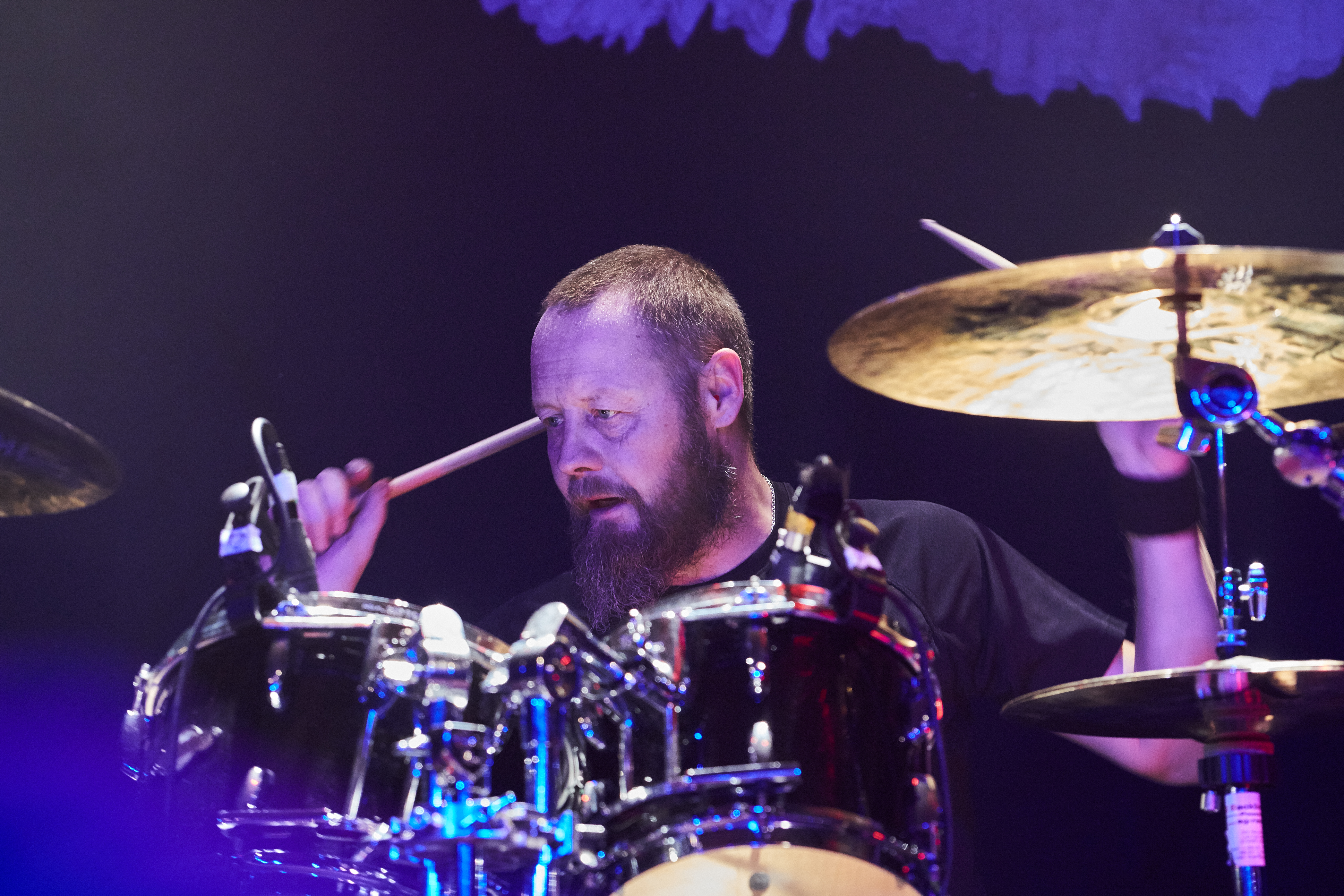
Jan Lindh

Tidigare medlemmar
- Matz Ekström – trummor (1984–1986)
- Kristian Weberyd – gitarr (1984–1985)
- Johnny Reinholm –gitarr, trummor (1984–1985)
- Johan Längqvist – sång (1984–1987)
- Messiah Marcolin – sång (1987–1991, 2004–2006)
- Mike Wead (Mikael Vikström) – gitarr (1987)
- Thomas Vikström – sång (1991–1994)
- Jejo Perkovic – trummor (1997–1999)
- Michael Amott – gitarr (1997–1998)
- Patrik Instedt – gitarr (1997–1998)
- Björn Flodquist – sång (1997–1999)
- Mats Ståhl – gitarr (1998–1999)
- Carl Westholm – keyboard (1998)
- Tony Martin (Anthony Philip Harford) – sång (2004)
- Robert Lowe – sång (2006–2012)
- Mats Levén – sång (2006, 2012– 2018)

Turnerande medlemmar
- Per Wiberg – keyboard (2012– ), basgitarr (2014– )
- Jörgen Sandström – basgitarr (2015– )
- Lord K. Philipson (Kentha Philipson) – basgitarr (2016– )
- Mats Levén – sång (2006, 2012–15)
- Johan Längquist – sång (2007, 2013)
- Marcus Jidell – gitarr (2012)
- Olle Dahlstedt – trummor (2013, 2014)

## Diskografi
Demo
- Witchcraft (1984)
- Second 1984 demo (1984)
- Tales of Creation (1985)
- Demo with Marcolin (1987)
- King of the Grey Islands Demos (2006)

Studioalbum
- Epicus Doomicus Metallicus (1986)
- Nightfall (1987)
- Ancient Dreams (1988)
- Tales of Creation (1989)
- Chapter VI (1992)
- Dactylis Glomerata (1998)
- From the 13th Sun (1999)
- Candlemass (2005)
- King of the Grey Islands (2007)
- Death Magic Doom (2009)
- Psalms for the Dead (2012)
- The Door to Doom (2019)
- Sweet Evil Sun (2022)

Livealbum
- Candlemass - Live (1990)
- Doomed for Live (2003)
- No Sleep 'til Athens (2010)
- Ashes to Ashes (2010)
- Epicus Doomicus Metallicus - Live at Roadburn 2011 (2013)
- Dynamo Doom (2019)

EP
- Candlemass sjunger Sigge Fürst (1993)
- Lucifer Rising (2008)
- Don't Fear the Reaper (2010)
- Death thy Lover (2016)
- House of Doom (2018)

Singlar
- "Samarithan" (1988)
- "At the Gallows End (1988)
- "Wiz" (1998)
- "Nimis" (2001)
- "At the Gallows End" / "Samarithan" (2005)
- "Dark Reflections" / "Into The Unfathomed Tower" (2005)
- "Mirror Mirror" / "The Bells Of Acheron" (2005)
- "Solitude" / "Crystal Ball" (2005)
- "Assassin of the Light" (2005)
- "Black Dwarf" (med Robert Lowe) (2007)
- "If I Ever Die" (2009)
- "Hammer of Doom" (2009)
- "Dancing in the Temple of the Mad Queen Bee" (2012)
- "Dark Are the Veils of Death" (2017)
- "House of Doom" (2017)

Samlingsalbum
- As It Is, As It Was (1994)
- The Black Heart of Candlemass / Leif Edling Demos & Outtakes '83-99 (2002)
- Diamonds of Doom (2003)
- Essential Doom (2004)
- Doom Songs: The Singles 1986-1989 (4x7" vinyl box) (2005)
- Doomology (7x12" vinyl box) (2010)
- Introducing Candlemass (2013)
- Gothic Stone (2014)
- Behind the Wall of Doom (2016)
- The Nuclear Blast Recordings (5xCD box) (2018)